# 폴란드의 언어
폴란드는 공용어가 폴란드어이고 폴란드 인구의 대부분이 사용하고 있다. 하지만 우크라이나어, 카슈브어, 벨라루스어 등도 일부 쓰이고 있다.

## 폴란드어
폴란드어는 폴란드 인구의 대부분이 사용하고 있으며, 폴란드 밖에서는 폴란드인 이민에 의해 사용되고 있으며 서슬라브어파에서는 가장 많이 사용되는 언어이다. 문자는 로마자를 사용한다.

## 지역 언어
지역적으로 카슈브어(10만8,000명), 독일어(9만6,000명), 벨라루스어(2만6,000명), 루신어(6,000명), 리투아니아어(5,000명), 체코어와 슬로바키아어(1,000명)도 일부 쓰이고 있다. 카슈브어는 비스와강에서 사용자들이 존재하고 있으며, 독일어는 일부 지역에서는 지역 공식어로 쓰이고 있다. 벨라루스어와 우크라이나어, 리투아니아어는 동부 지역의 사용자들에 의해 사용되고 있다.

## 이민자들의 언어
이민자들의 언어로 러시아어(2만명), 베트남어(3,000명), 아랍어(2,000명), 그리스어(2,000명), 중국어(1,000명), 불가리아어(1,000명), 튀르키예어(1,000명), 힌디어(1,000명)와 기타 언어들이 쓰이고 있다.

## 외국어
외국어로는 영어(29%), 러시아어(26%), 독일어(19%)순으로 배우고 있다.